# Thysanopyga bilbisaria
Thysanopyga bilbisaria är en fjärilsart som beskrevs av Walker 1860. Thysanopyga bilbisaria ingår i släktet Thysanopyga och familjen mätare. Inga underarter finns listade i Catalogue of Life.